# Ikot Abasi
Ikot Abasi está localizada no canto sudoeste do estado Akwa Ibom na latitude 40` 32` a 400 N e longitude 70` 25` para 70045` E. É delimitada por Oruk Anam área do governo local no Norte, Mkpat Enin e Eastern Obolo áreas de governo local no oeste e o Oceano Atlântico no sul. O rio Imo forma a fronteira natural no Leste e separando-a do estado de Rivers.